# Die Kunst der Fuge

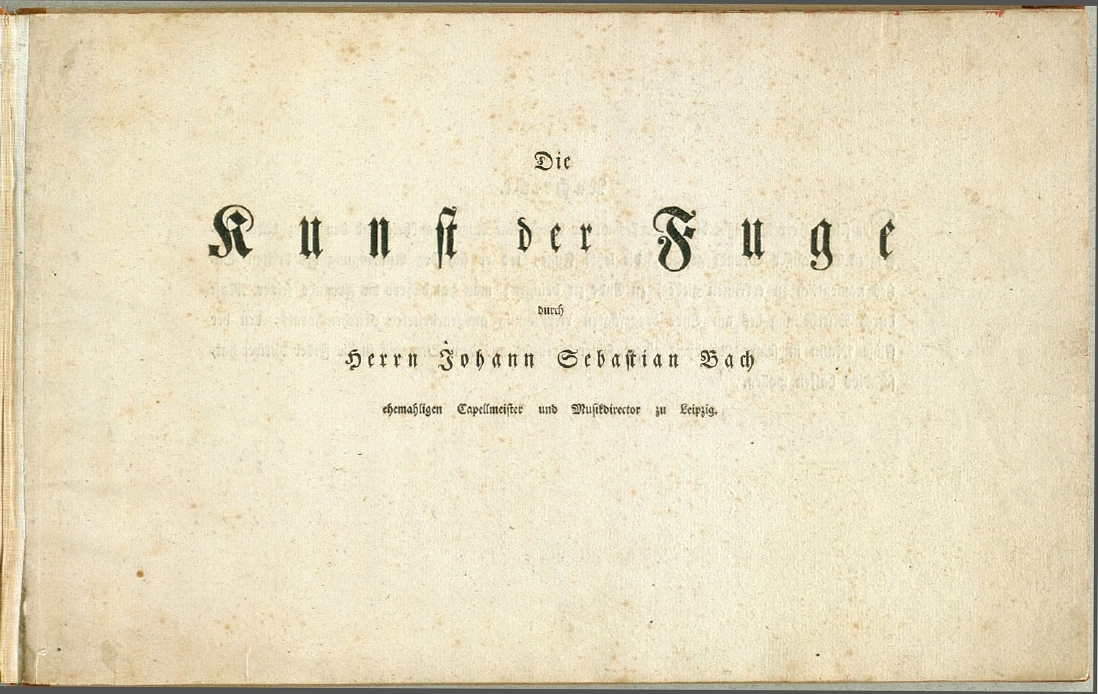
Titelblatt der Erstausgabe von 1751

Die Kunst der Fuge ist ein von Johann Sebastian Bach komponierter Zyklus von vierzehn Fugen und vier Kanons (BWV 1080).
Mit dem Werk solle anschaulich vermittelt werden, so der erste Bach-Biograph Johann Nikolaus Forkel, „was möglicher Weise über ein Fugenthema gemacht werden könne. Die Variationen, welche sämmtlich vollständige Fugen über einerley Thema sind, werden hier Contrapuncte genannt“.
Um die kontrapunktische Struktur des Werkes zu verdeutlichen, hat Bach jede Stimme – die meisten vorkommenden Fugen, Doppelfugen, Spiegelfugen usw. sind vierstimmig – auf einem eigenen Notensystem, also in Partiturform, ausgeschrieben. Zugleich folgte er damit der alten Tradition, polyphone Tastenmusik in Partitur zu notieren, welche ihre Blüte im 17. Jahrhundert erlebt hatte und Werke namhafter Komponisten wie Frescobaldi, Scheidt, Froberger, Buxtehude und Kerll aufweist.
Das fragmentarisch überlieferte Werk Bachs bietet bis heute Anlass nicht nur zu vielfältigen Spekulationen, sondern ist auch Gegenstand werkanalytischer, musikgeschichtlicher und quellenkritischer Untersuchungen. Die anhaltende Diskussion thematisiert dabei vor allem die Frage der vorgesehenen Instrumente, der Abfolge der einzelnen Sätze sowie der Unabgeschlossenheit dieses Werkes.

## Musikalische Merkmale

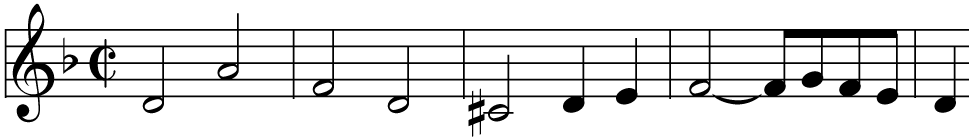
Das Hauptthema der Kunst der Fuge

Wie die Goldbergvariationen und das Musikalische Opfer ist Die Kunst der Fuge eine Sammlung von Kompositionen über ein bestimmtes Thema, dessen Möglichkeiten systematisch erforscht werden. Sie besteht aus 14 „Contrapunctus“ genannten drei- und vierstimmigen Fugen und vier zweistimmigen Kanons. Als Besonderheit sind die Contrapunctus 12 und 13 doppelt vorhanden; in einer „recto“ genannten Urform und einer „inverso“ genannten Spiegelform.
Bach verwendet in der Kunst der Fuge nicht nur verschiedene Fugenarten (Einfache Fuge, Gegenfuge, Doppelfuge, Tripelfuge, Spiegelfuge, Kanon) sowie deren herkömmliche Verarbeitungsformen (Umkehrung, Vergrößerung/Augmentation und Verkleinerung/Diminution), sondern zusätzlich weitere, allgemeinere musikalische Gestaltungsmittel. So liegen den einzelnen Fugen eine oder mehrere Kompositionsideen (Achtel-Bewegung, Überbindung, Punktierung, Triolen, Chromatik, Sprungfiguren mit bevorzugten Intervallen, 16-tel-Bewegung usw.) zugrunde. Auch das Fugenthema selber ist einigen Veränderungen unterworfen (rhythmische Umgruppierungen, eingefügte bzw. weggelassene Noten, Pausen), was an ähnliche Variationstechniken bei imitativen Werken von Bachs Vorgängern erinnert, wie insbesondere Frescobaldi (Capricci, Canzonen), Froberger (Canzonen, Capricci, Fantasien), oder auch Bachs Zeitgenosse Buttstett (Canzonen). Auch die massive Verwendung von Chromatik in einigen Fugen (v. a. Contrapunctus III, VIII und XI) lässt sich schlüssig auf den Einfluss durch Frescobaldi und Froberger zurückführen. Mithilfe all dieser Kompositionstechniken erreicht Bach in der Kunst der Fuge eine Ausdrucksvielfalt, welche der Sicht des Werkes als reines Demonstrationsobjekt kontrapunktischer Kunst entschieden widerspricht.

### Einfache Fugen
Das Werk beginnt mit vier „einfachen“ vierstimmigen Fugen, bei denen das Fugenthema in seiner Urgestalt verwendet wird (also ohne Umspielungen oder Varianten), dabei sind die dritte und vierte Fuge über die Umkehrung des Themas gearbeitet.

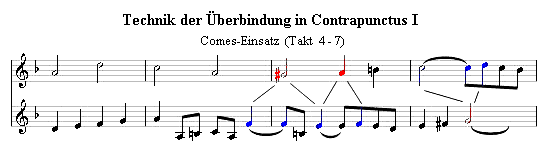
Überbindung in Contrapunctus I

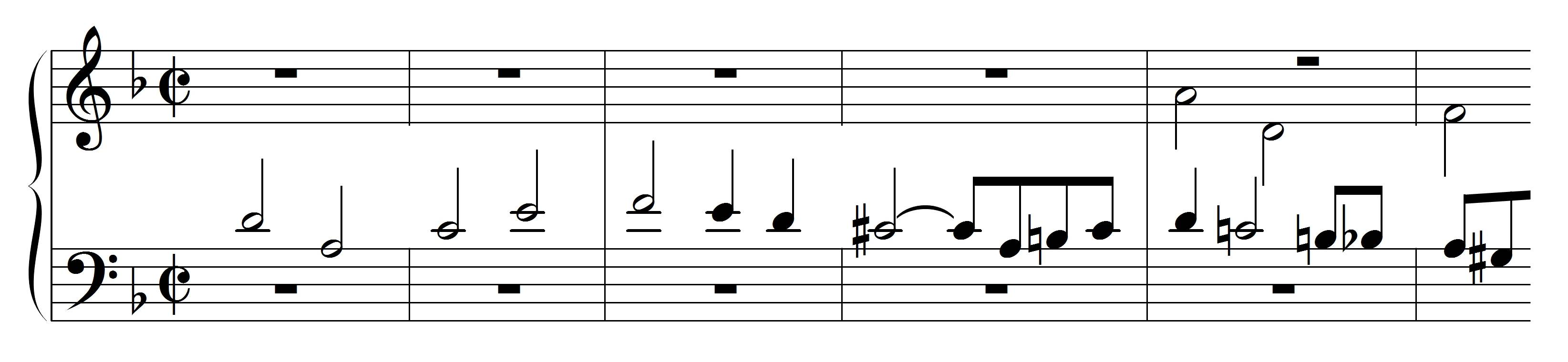
Beginn von Contrapunctus III (Umkehrung des Themas)

Contrapunctus I: Nachdem die Gegenstimme den Tonraum von d nach a in aufsteigenden Vierteln durchschritten hat, geht sie zu einer Achtelbewegung über, welche im Verlauf des Stückes in verschiedenen Stimmen ständig präsent ist (Hörbeispiel CP 1ⓘ). Hauptmerkmal dieser Fuge ist das Prinzip der Überbindung (schon in Takt 4 des Themas vorgegeben) und der darauf folgenden Abstoßung. Dabei wird der überbundene Ton der ersten Stimme von dem Ton der zweiten Stimme dazu bewegt, sich zu einem neuen Ton fortzubewegen, der nun erneut überbunden werden kann. Durch den Einsatz von Vorhaltsdissonanzen, wie in Takt 6–7 (das gis macht das f zur Dissonanz, und zwingt es über die Sprungnote h zur Auflösung in das e) wird dies Verfahren noch intensiviert. Diese Technik garantiert damit ein beständiges Fließen der Stimmen.

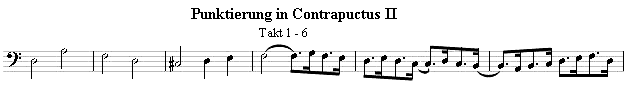
Punktierung in Contrapunctus II

 In Contrapunctus II wird das rhythmische Element gesteigert. Er ist durch einen durchgehenden punktierten Achtelfluss gekennzeichnet (Hörbeispiel CP 2ⓘ) und auch das Thema ist hier in seinem letzten Takt durch Punktierung leicht verändert. Dadurch bekommt die Fuge einen ziemlich energischen Charakter.

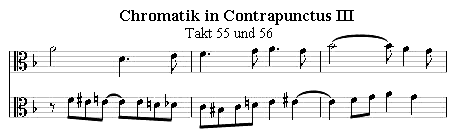
Chromatik in Contrapunctus III (Takt 55–56)

 Mit Contrapunctus III, der mit der Umkehrung des Themas beginnt, wird der bisher dominierende diatonische Bereich ergänzt und zum ersten Mal intensiver Gebrauch vom Gestaltungsmittel der Chromatik gemacht, einem musikalischen Mittel, das zu Bachs Zeit mit den Bereichen des Leidens und des sündigen Menschen im christlichen Sinn assoziiert wurde. Die Chromatik beginnt nach dem letzten Ton des Themas, wo Bach in der Gegenstimme eine ab- und aufsteigende chromatische Linie einführt (Hörbeispiel CP 3ⓘ). Chromatisch geprägte Gegenstimmen durchziehen den Kontrapunkt auch in der Folge. Als Beispiel sei eine Stelle in Takt 55–56 genannt (Notenbsp.), bei der außerdem eine auf Contrapunctus V vorausweisende rhythmische Abwandlung des Themas im Alt von einem chromatischen Durchgang im Tenor begleitet wird.

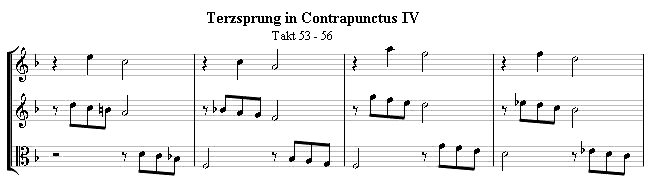
Terzsprung in Contrapunctus IV (Takt 53–56)

Contrapunctus IV ist ebenfalls über die Umkehrung des Themas gearbeitet, hat aber einen betont gelösten, freudigen Charakter (Hörbeispiel CP 4ⓘ). Dies wird unter anderem durch den fallenden Terzsprung erreicht, der das ganze Stück durchzieht (siehe Notenbeispiel Takt 53–56), sowie durch viele gebrochene Dreiklängsbildungen (Takt 23–26) und eine auf die Musik der Klassik vorgreifende Periodik in Vor- und Nachsatz.

### Gegenfugen

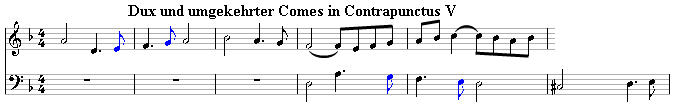
Umkehrung des Comes in Contrapunctus V

Mit Contrapunctus V beginnt die Gruppe der vierstimmigen Gegenfugen, welche dadurch gekennzeichnet ist, dass der Comes als Umkehrung des Dux auftritt. Zum ersten Mal wird das Thema einer Verwandlung unterworfen. Es wird rhythmisch leicht verändert, indem zwischen drei Töne des Originalthemas kurze Durchgangsnoten eingefügt werden (Hörbeispiel CP 5ⓘ).

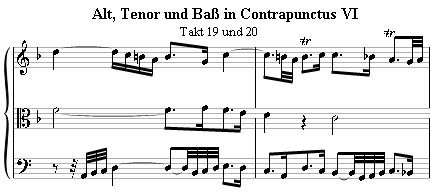
8-tel, 16-tel und 32-tel in Contrapunctus VI

 Während sich Contrapunctus V in seiner Beschränkung auf zum Teil überbundene Achtelwerte eher an Contrapunctus I anlehnt, ist Contrapunctus VI rhythmisch ausgesprochen komplex und setzt abwechselnd Achtel, punktierte Achtel, Sechzehntel und Zweiunddreißigstel ein. Durch die Überschrift In Stylo Francese wies Bach ausdrücklich darauf hin, dass dieser Satz wie ein Eingangssatz einer französischen Ouvertüre  zu spielen ist (Hörbeispiel CP 6ⓘ). Bach führt nun auch die Verkleinerung (also das Thema im doppelten Tempo) ein und tut dies schon zu Beginn in einem „verfrühten“ Einsatz des Comes in Takt 2, bevor der Dux beendet ist (Engführung).
Contrapunctus VII beschließt dann die Gruppe der Gegenfugen. Das Thema in seiner punktierten Form (siehe Contrapunctus V) erscheint sowohl in Vergrößerung (Augmentation: verlängerte Notenwerte, also doppelt so langsam) als auch in Verkleinerung (Diminution: verkürzte Notenwerte, also doppelt so schnell). Den Kontrapunkt dazu bildet eine fließende Sechzehntel-Bewegung.

### Doppel- und Tripelfugen

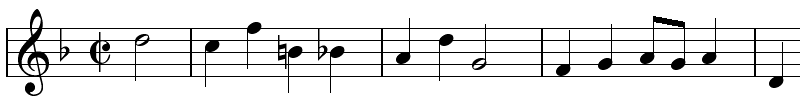
Thema 1 von Contrapunctus VIII. Bach schreibt für die zweite halbe Note (hier g) manchmal einen Triller mit Nachschlag vor.

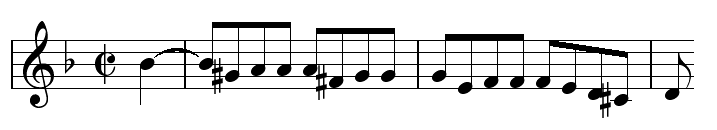
Thema 2 von Contrapunctus VIII

Contrapunctus VIII eröffnet eine Gruppe von vier Doppel- bzw. Tripelfugen, bei denen 2 bzw. 3 Themen nacheinander oder gleichzeitig vorgestellt und verarbeitet werden. Contrapunctus VIII ist das erste dreistimmige Stück des Zyklus und eine Tripelfuge, in der neben dem variierten „Urthema“ zwei neue Themen und ein in Achteln fließendes Kontrasubjekt verarbeitet werden. Das erste Thema ist durch zwei, von chromatischen Gängen unterbrochene Quartsprünge gekennzeichnet (Hörbeispiel CP 8ⓘ) und hat einen spielerischen Charakter. Es ist das erste neue, vom Grundthema wesentlich abweichende Thema des Zyklus und steht in einem gewissen Gegensatz zum zweiten Thema, das von Chromatik und Tonrepetitionen geprägt ist. Das „Urthema“ des Zyklus ist (als drittes Thema) zum ersten Mal nach einer überraschend brillanten Kadenz ab Takt 94 (Erstdruck) im Alt zu hören, in einer neuen, von Pausen durchsetzten Form, die dem Hörer, ebenso wie die beiden anderen Themen, in Contrapunctus XI erneut begegnen wird (siehe Notenbsp. bei Contrapunctus XI).

Themen aus Contrapunctus IX (Takt 23 – 25)

Contrapunctus IX beginnt mit einem Oktavsprung, der in Contrapunctus XIII wieder aufgegriffen wird, dem ein auf- und absteigender Sechzehntellauf folgt (Hörbeispiel CP 9ⓘ). Auch wenn man es dem Thema nicht anmerkt, so weist es doch in den ersten drei Takten (bis zum Ton f' im Notenbsp.) eine entfernte Verwandtschaft mit dem Grundthema des Werkes auf. Dieses erscheint als zweites Thema und stellt mit seinen langen Notenwerten einen starken Gegensatz zum ersten Thema dar.

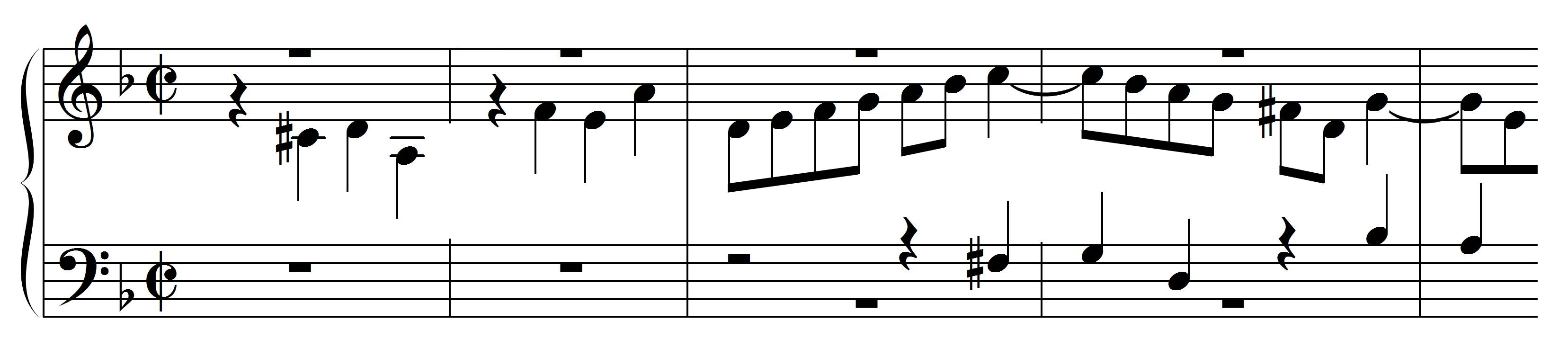
Erstes Thema des Contrapunctus X

Das erste Thema des 4-stimmigen Contrapunctus X wird von Pausen zum Taktbeginn geprägt und erinnert damit etwas an das variierte Hauptthema von Contrapunctus VIII und XI; der zweite Takt ist dabei eine Umkehrung des ersten; es schließt sich eine auf- und ablaufende Tonleiterbewegung an (Hörbeispiel CP 10ⓘ). Das zweite Thema ist die punktierte Variante des Urthemas, wie sie unter anderem in Contrapunctus V verwendet wurde.

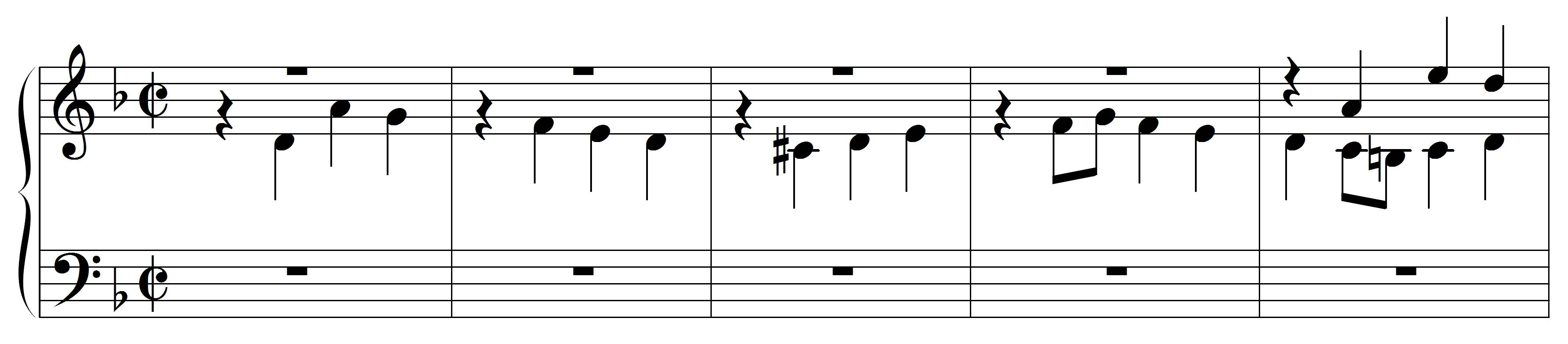
„Suspiratio“-Thema aus Contrapunctus XI

Der die Gruppe der Mehrfach-Fugen abschließende vierstimmige Contrapunctus XI ist eine der komplexesten Fugen Bachs. Er verarbeitet drei Themen (Tripelfuge) und ein chromatisches Kontrasubjekt und besticht durch seine Ausdruckskraft. Alle drei Themen sind bereits aus Contrapunctus VIII bekannt, wo sie jedoch in anderer Reihenfolge verarbeitet wurden. Das erste Thema ist eine Abwandlung des Grundthemas – abgesehen von zwei Durchgangsnoten (im Beispiel blau) – und entspricht mit seinen Pausen am Taktbeginn dem Modell der Suspiratio (Seufzer) aus der barocken Figurenlehre (Hörbeispiel CP 11ⓘ). Das zweite Thema ab Takt 27 ist die Umkehrung von Thema 1 aus Contrapunctus VIII, es wird zunächst durch ein chromatisch ansteigendes Gegensubjekt begleitet. Das dritte Thema, das mit umgekehrter Bewegungsrichtung ebenfalls schon in Contrapunctus VIII erschien, wird ab Takt 90 eingeführt. Gegen Ende der Fuge (Takt 158 – 167) erklingt das erste Thema gleichzeitig in seiner Urform und der Umkehrung, zuerst in den Oberstimmen, danach in den Unterstimmen. Damit scheint Bach bereits auf die nachfolgenden Spiegelfugen vorauszudeuten.

### Spiegelfugen

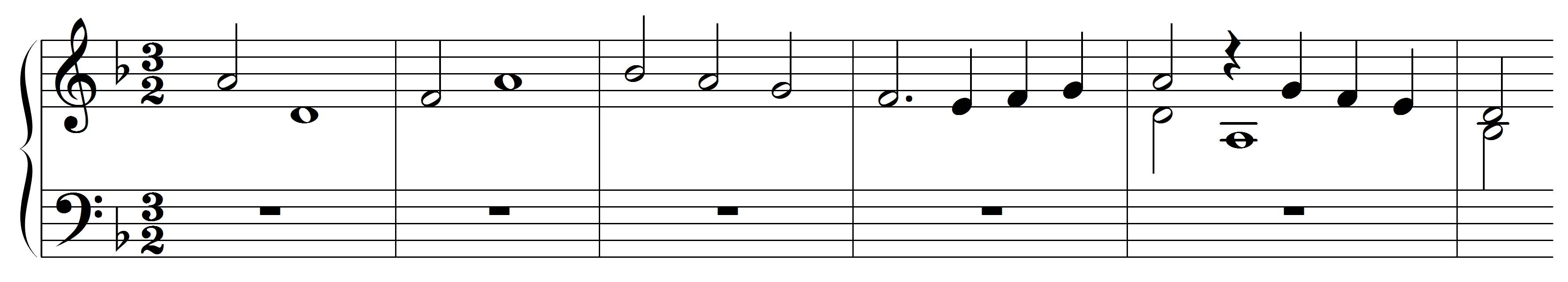
Beginn von Contrapunctus XII (Spiegelfuge)

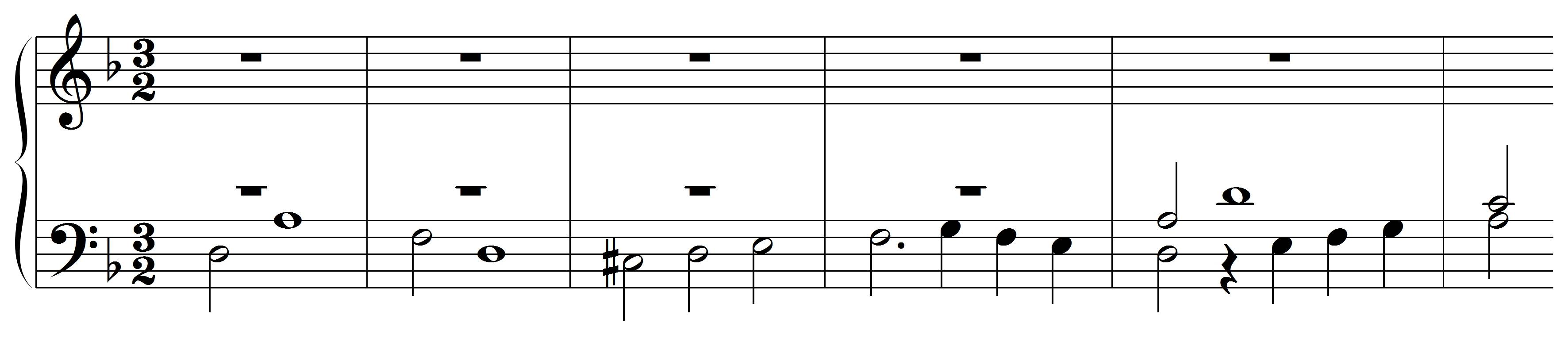
Gespiegelte Fassung von Contrapunctus XII (Spiegelfuge)

Mit Contrapunctus XII erscheint die erste von zwei Spiegelfugen. Unter einer Spiegelfuge wird hierbei verstanden, dass der gesamte Satz anschließend mit umgekehrten Intervallen wiederholt wird (das Partiturbild lässt manchmal bei Laien die Vorstellung entstehen, beide Versionen sollten gleichzeitig erklingen). Das Thema besteht exakt aus den Tönen der Grundgestalt, erklingt jedoch hier im Dreiertakt; die rhythmische Gestalt mit Betonung auf der zweiten Zählzeit in den beiden ersten Takten erinnert an eine Sarabande. Wahrscheinlich ist die kontrapunktische Komplexität der Aufgabe dafür verantwortlich, dass dieses Stück (bzw. diese beiden Stücke) als einziges nicht durch einen einzigen Spieler auf einem Tasteninstrument spielbar ist (eine Ausführung auf zwei Cembali, die jeweils zwei Stimmen spielen, ist möglich).

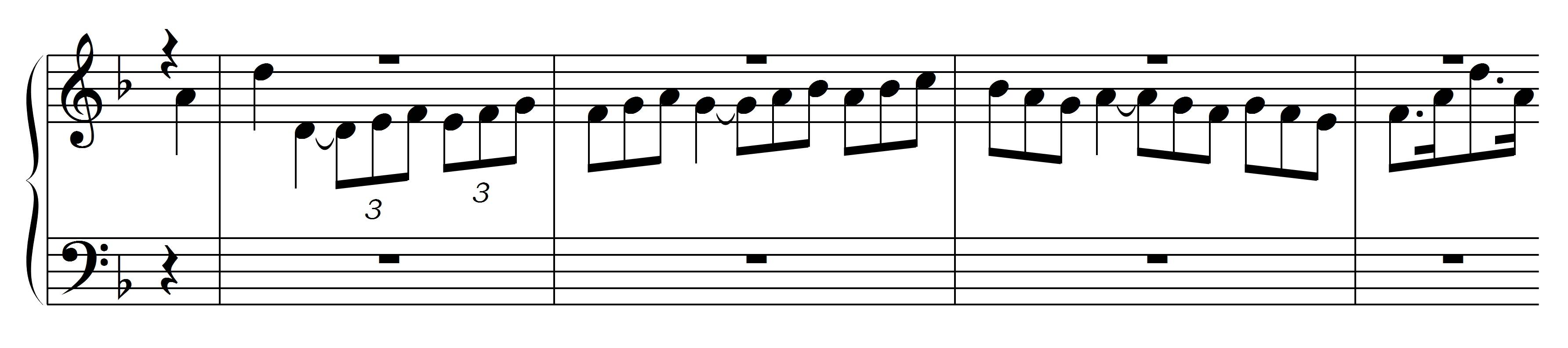
Variante des Themas in Contrapunctus XIII

Die dreistimmige Spiegelfuge Contrapunctus XIII hat einen ausgesprochen tänzerischen Charakter im Sinne einer Gigue, bei der Bach fast immer zu Beginn des zweiten Teils das Thema umkehrt. Auch dieses Thema ist aus dem Urthema abgeleitet. Nach einem Oktavsprung, der schon in Contrapunctus IX auftaucht, geht es für drei Takte in eine Triolenbewegung über. Im weiteren Verlauf wechselt diese Triolenbewegung immer wieder mit punktierten Sechzehnteln ab (die nach den Regeln der damaligen Aufführungspraxis rhythmisch an die Triolenbewegung anzugleichen sind). Dieser Satz ist auf dem Cembalo nur spielbar, wenn ein Interpret über eine gewisse Virtuosität hinaus mindestens eine Dezime greifen kann (Ausnahme: Fermate in T. 59 der forma inversa). Der Umfang einer typischen Orgel der Bachzeit wird nach oben hin mit den Tönen d’’’ und e’’’ überschritten. Es existiert auch eine Fassung für zwei Cembali, bei der Bach die drei Stimmen durch eine freie vierte Stimme ergänzte.

### Kanons
Es folgen nun vier zweistimmige Kanons, die alle über eine andere Variation des Urthemas gearbeitet sind und als Meisterwerke dieser Gattung angesehen werden.
Nach dem Erstdruck beginnt der Abschnitt mit dem Canon per Augmentationem in Contrario Motu, der, wie der Titel sagt, die zweite Stimme in der Umkehrung und augmentiert einsetzen lässt.
Der Canon alla Ottava ist ein virtuoses Bravurstück im 9/16-Takt.
Der Canon alla Decima in Contrapunto alla Terza baut vor allem auf dem Gestaltungsmittel der Synkope auf.
Ein Wechsel zwischen triolischen und duolischen Passagen ist das zentrale Moment des Canon alla Duodecima in Contrapunto alla Quinta.
Laut Heinrich Rietsch, dem darin zum Beispiel Erich Schwebsch und Wolfgang Wiemer gefolgt sind, sollen die vier Kanons Typen der vier Temperamente darstellen:
- Canon per Augmentationem in Contrario Motu den Melancholiker
- Canon alla Ottava den Sanguiniker
- Canon alla Decima in Contrapunto alla Terza den Phlegmatiker
- Canon alla Duodecima in Contrapunto alla Quinta den Choleriker

#### Forschungs- und Vervollständigungsgeschichte

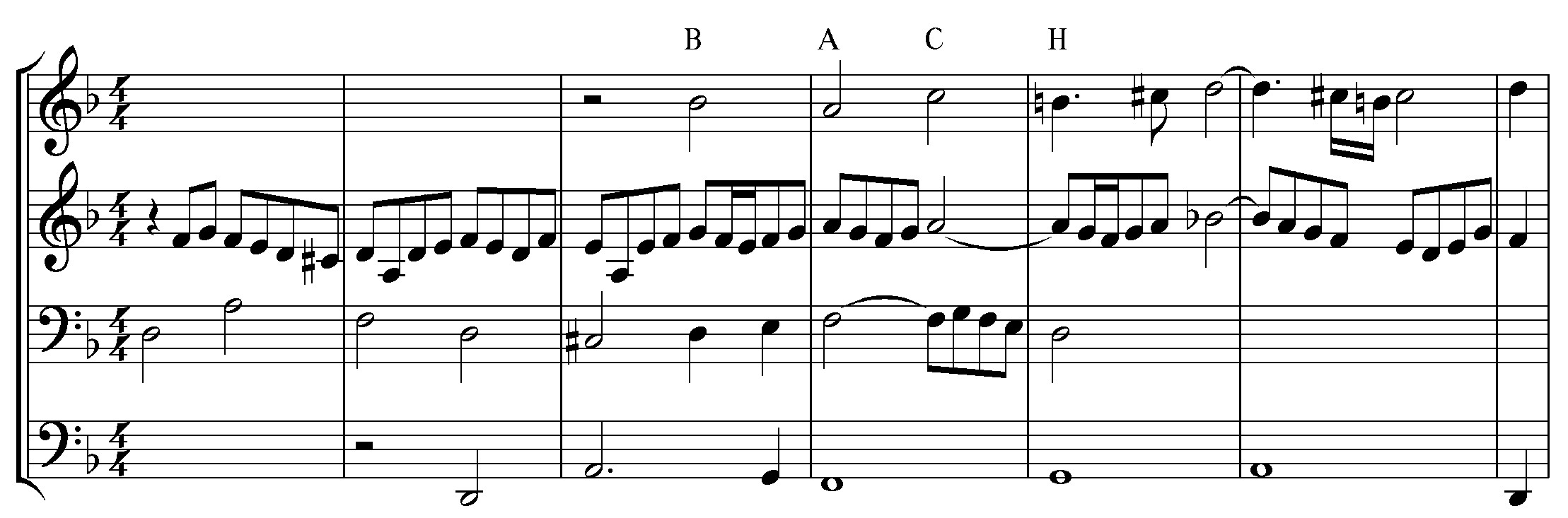
Rekonstruierter Quadrupelkomplex nach Nottebohm

#### Autographen

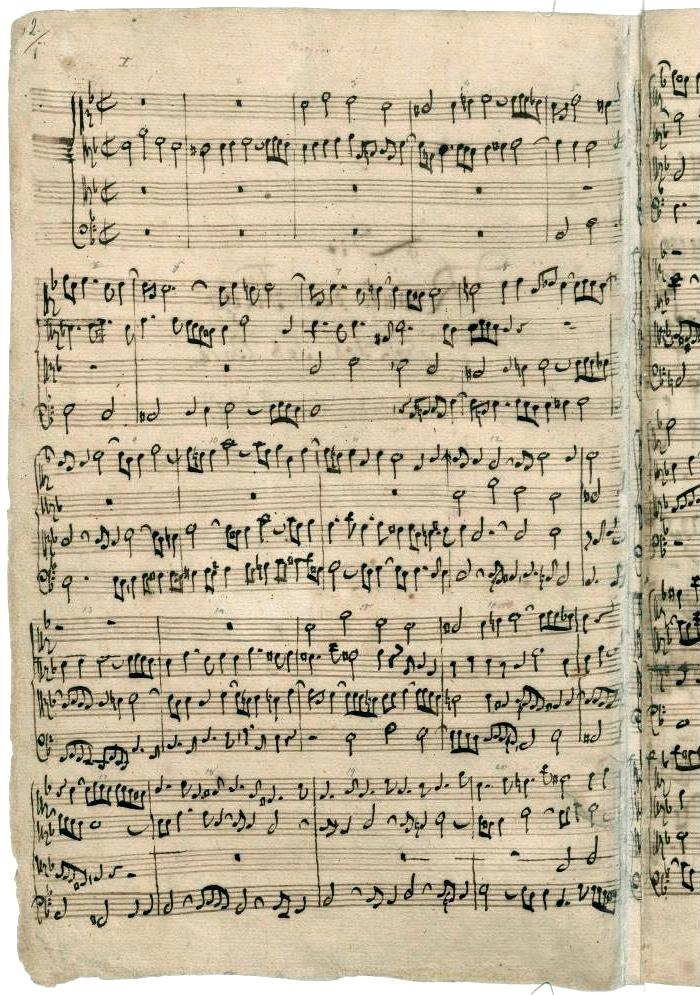
Autograph Mus. ms. autogr. Bach P 200 (Anfang des Contrapunctus I)

#### Erstdruck

Erstdruck 1751 (Anfang des Contrapunctus I)

### Fugenfragment mit B-A-C-H

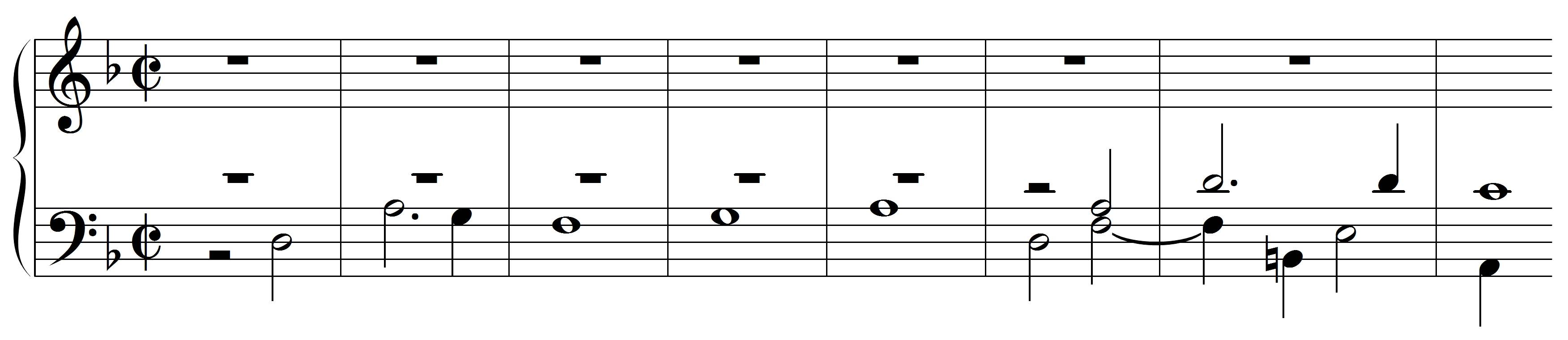
Thema 1 der unvollendeten Fuge

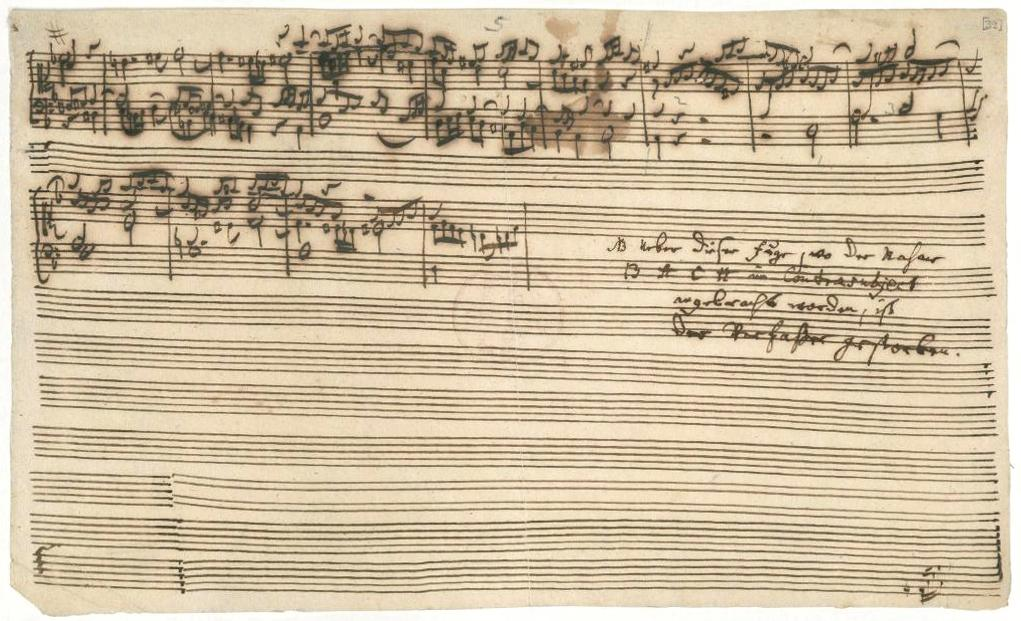
Letzte Seite des Autographs mit der unvollendeten Fuge und der Anmerkung Carl Philipp Emanuel Bachs